# Hadaka jime

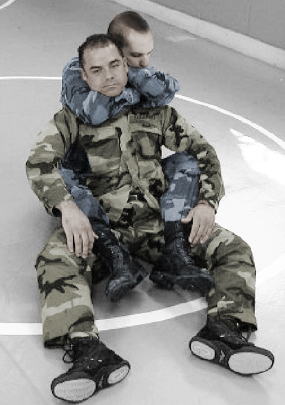
Militar fazendo o golpe Mata-Leão

Hadakajime (裸絞), também conhecido como Gravata e Mata-Leão (nomes adotados no Brasil) é um golpe de estrangulamento usado nas artes marciais japonesas, realizada pelas costas do oponente. É  do grupo de técnicas shime waza 
encontrando-se no jiu-jitsu brasileiro e judô, entre outras.
Em inglês, é conhecido como rear naked choke. A palavra inglesa "naked" nesse contexto sugere que, diferentemente de outras técnicas de estrangulamento encontradas no jiujitsu/judô, esse golpe não requer o uso de uma keikogi ("gi"), robe ou kimono de treinamento.
O enforcamento possui duas variantes: em uma versão, o braço do atacante envolve o pescoço do oponente, sendo seguro pelos seus biceps do outro braço; na segunda versão o atacante usa a mão no lugar do biceps no pescoço do oponente.
Esse golpe está na categoria dos "Enforcamentos de sangue" pois restringe a circulação do sangue pelas artérias. Quando feito corretamente, causa inconsciência temporária por alguns segundos.
Passo 1: O braço direito do atacante envolve o pescoço do adversário, com traquéia do adversário na dobra do cotovelo.
Passo 2: A mão direita do atacante, em seguida, agarra seu braço esquerdo próprio superior (bíceps).
Passo 3: A mão esquerda é colocada por trás (ou ocasionalmente  em cima da) cabeça do oponente.
Passo 4: Os cotovelos são, então, reunidos para fazer pressão nas laterais.

## Gravata Técnica

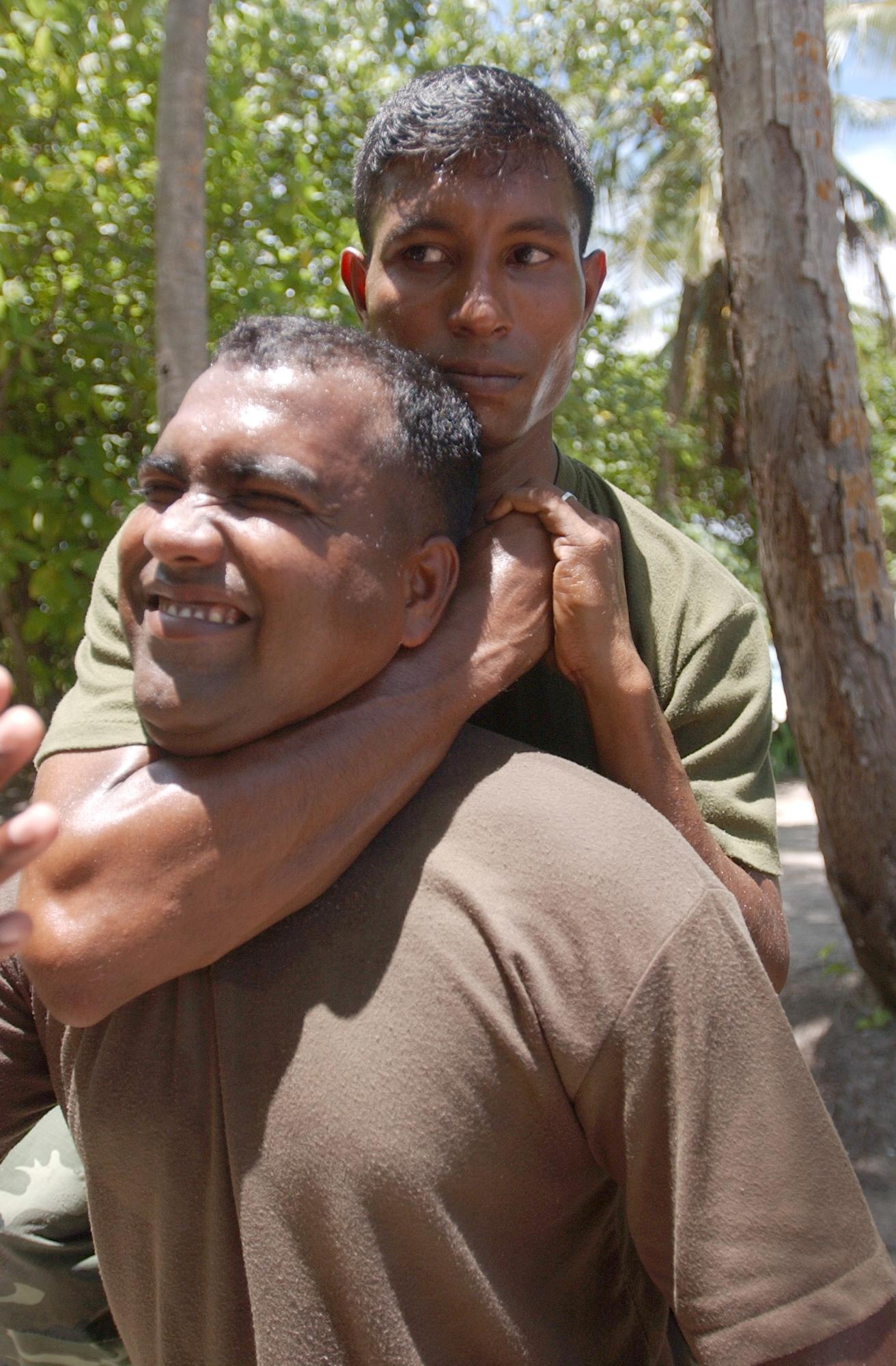
Um maldívio fazendo o Mata-Leão

Esta variação tem as mãos agarradas para apoiar a asfixia, permitindo maior pressão aplicada ao pescoço, mas perdendo um pouco do controle da cabeça. Isso altera um pouco o enforcamento, sendo mais aplicado como um repressor de ar ou um enforcamento que restringe tanto o sangue como o oxigênio, que resulta num enforcamento mais lento e doloroso. Dessa forma, essa variante do golpe é mais usada nos níveis avançados do judô.